# Abi Olajuwon
Abi Olajuwon, née le 6 juillet 1988 à Houston, Texas est une joueuse professionnelle de basket-ball de nationalité américaine. Elle est la fille de l'ancienne star de NBA Hakeem Olajuwon.

## Biographie
Elle joue au lycée de Marlborough School, où elle aide son équipe à remporter trois titres consécutifs. Elle est sélectionnée McDonald's All-American en 2006. Elle rejoint l'Université de l'Oklahoma. Après trois années comme remplaçante des jumelles Courtney Paris et Ashley Paris, elle s'impose en senior comme la leader de son équipe avec 10,6 points et 7,3 rebonds, qu'elle conduit jusqu'au Final Four NCAA.
Elle est draftée en 28e position par le Sky de Chicago, pour lesquels elle ne dispute que six rencontres officielles.
Après avoir intéressé Nantes-Rezé, elle joue en 2010-2011 en Europe pour le club hongrois de Seat-Szese Győr où elle obtient des statistiques de 12,9 points et 8,7 rebonds et dispute l'Eurocoupe, mais elle remplacée par Quanitra Hollingsworth. En 2011, elle rebondit au club roumain de CSM Satu Mare.
Sans club WNBA en 2011, après avoir effectué la pré-saison avec le Fever de l'Indiana, elle est engagée en juillet par le Shock de Tulsa pour remplacer Marion Jones au sein d'une franchise lanterne rouge du championnat.
En 2011-2012, elle passe dans quatre clubs : Stare Maru, Rishon (11,3 points, 7,5 rebonds en 4 matches, Zagreb (2 matches) et Braine (13,1 points et 7,4 rebonds), puis signe pour 2012-2013 au Brésil.